# Characodon lateralis
Characodon lateralis é uma espécie de peixe da família Goodeidae.
É endémica do México.